# 匯銀控股集團
匯銀控股集團有限公司，簡稱匯銀控股集團（英語：Huiyin Holdings Group Limited，港交所除牌前：1178.HK），在1992年，當時由珠光集團（清盤）和金銳於珠海（總部）成立「珠海經濟特區天年高科技國際實業有限公司（前稱珠海經濟特區天年高科技國際企業有限公司）」。在1995年成立「珠海經濟特區天年生物工程科技有限公司」。
前身「天年生物控股有限公司」和「天年集團有限公司」。
業務在中國內地經營生產和銷售高科技健康产业，主席為韓慶雲和韓曉躍。
股份在2002年2月1日於港交所創業板上市，當時代碼為8199.HK。配售股份為163,000,000股，價格為0.31港元，集資額為5000萬港元。其後在2003年2月10日轉在主板上市。2022年8月22日，集團因長期停牌被香港交易所取消上市地位。

## 連結
- 官方網站 （页面存档备份，存于）